# Arcturus (banda)
Arcturus é uma banda de avant-garde metal formada na Noruega em 1987, sob o nome Mortem. Em 1990 mudaram o nome para o atual, que significa urso guardião.
Em 16 de abril de 2007 a banda anunciou que se ia separar, mas reuniram-se em 2011.

## História
Em 1987 Sverd e Marius Vold criaram uma banda de death metal chamada Mortem. Ainda sob o nome de Mortem gravaram uma demo intitulada Slow Death EP, pela Putrefaction Records juntamente com Jan Axel Von Blomberg a cargo das baterias.
Em 1990 a banda decide mudar o nome para Arcturus, mesclando black metal com metal progressivo, uma forte influência de música clássica e sons experimentais, trilhando o caminho do avant-garde metal que mais tarde o grupo abraçaria por completo. Em 91 é lançada a demo My Angel, também pela Putrefaction Records.
O ano de 1993 traz mudanças na formação da banda: Samoth torna-se no novo guitarrista e Kristoffer "Garm" Rygg no vocalista.Com esta nova formação a banda grava o mini-cd Constellation, apoiado pela gravadora de Samoth, a Nocturnal Art. Em 94 este guitarrista deixa a banda e Carl August Tidemann ocupa o seu lugar.
Em 1995 a banda começa a gravar o seu primeiro álbum, com a participação do baixista da banda Ulver, Hugh "Skoll" Mingay. Pouco depois Carl abandona a banda e Knut Magne Valle é o seu substituto.
Nos finais de 96 a banda começa a gravar La Masquerade Infernale (que inicialmente era para se chamar The Satanist). Depois de quase seis meses de gravação o álbum fica concluído e é lançado no ano seguinte. Em 2021, ele foi eleito pela Metal Hammer como o 12º melhor álbum de metal sinfônico de todos os tempos.
Depois de um período de pausa de três anos a banda inicia a gravação de The Sham Mirrors, que só será apresentado em Abril de 2002. Este álbum conta a participação do baixista Dag F. Gravem, uma vez que Hugh "Skoll" Mingay fez uma pausa de dois anos na sua carreira.
A banda iniciou o ano de 2003 com uma série de concertos. Por volta da mesma altura Kristoffer "Garm" Rygg deixa a banda e Øyvind Hægeland torna-se membro da banda. Em Setembro do ano seguinte a banda inicia uma tour pela Hungria, Alemanha, Itália e Grécia. Três meses depois entram em estúdio para gravar o quarto álbum, Sideshow Symphonies.
Em Dezembro de 2005 Øyvind deixa a banda devido a outros compromissos profissionais. ICS Vortex torna-se vocalista da banda.
Em 2007, depois de uma tour pela Austrália, a banda anuncia a separação. Em 2011 eles retornaram e começaram a excursionar novamente.
A banda lança em 2015 seu quinto disco de estúdio intitulado Arcturian.

## Membros
| Formação atual - Jan Axel Blomberg - bateria (1987-2007, 2011-presente) - Sverd - teclados (1987-2007, 2011-presente) - Knut Magne Valle - guitarra (1995-2007, 2011-presente) - Hugh "Skoll" Mingay - baixo (1995-2000, 2002-2007, 2011-presente) - ICS Vortex - vocais (2005-2007, 2011-presente) | Ex-membros - Marius Vold - vocais, baixo (1987-1991) - Samoth - guitarra, baixo (1993-1995) - Kristoffer "Garm" Rygg - vocais (1993-2003) - Carl August Tidemann - guitarra (1996-1997) - Dag F. Gravem - baixo (2001-2002) - Tore Moren - guitarra (2003-2007) - Øyvind Hægeland – vocais (2003-2005) |  |

### Linha do tempo

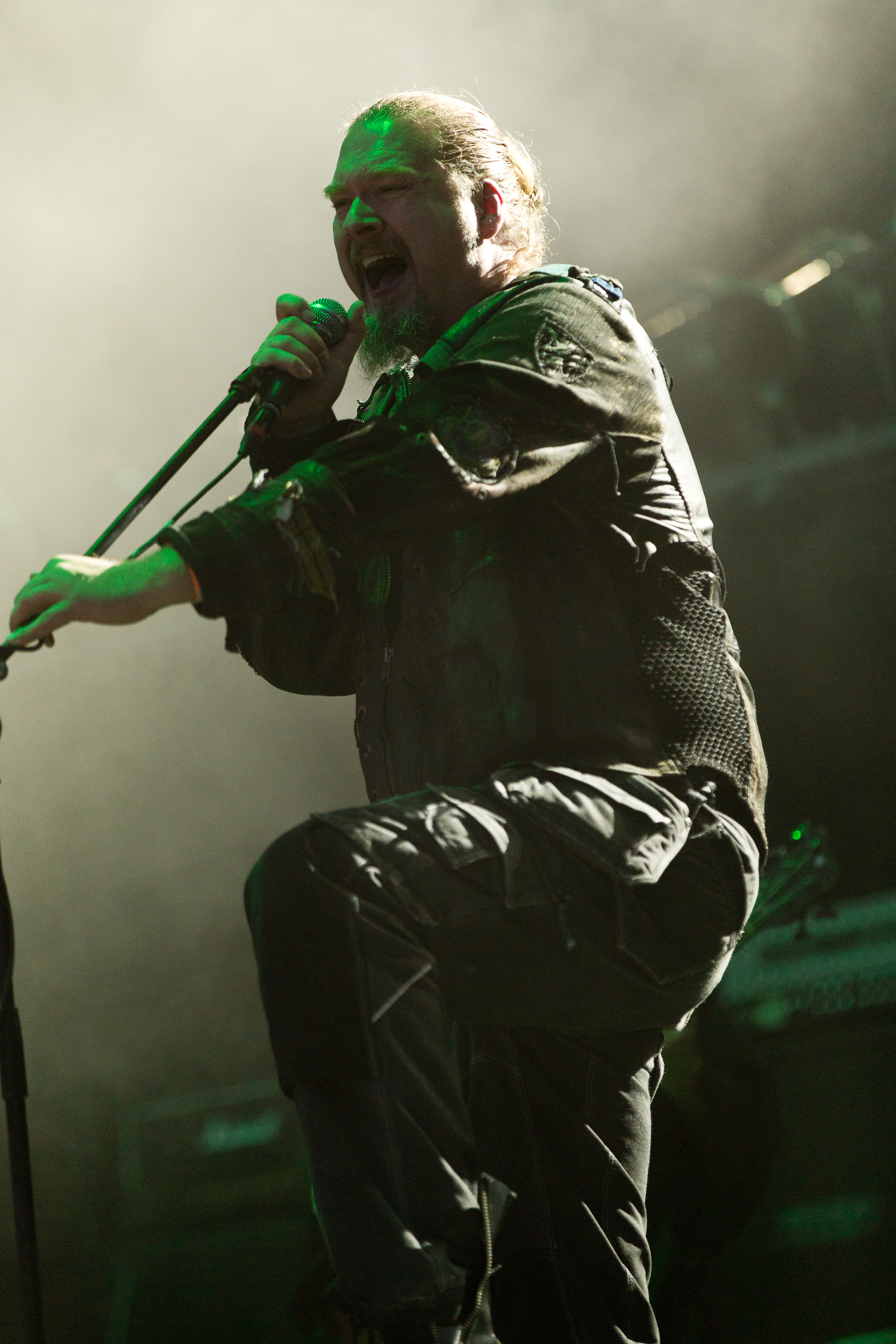
ICS Vortex
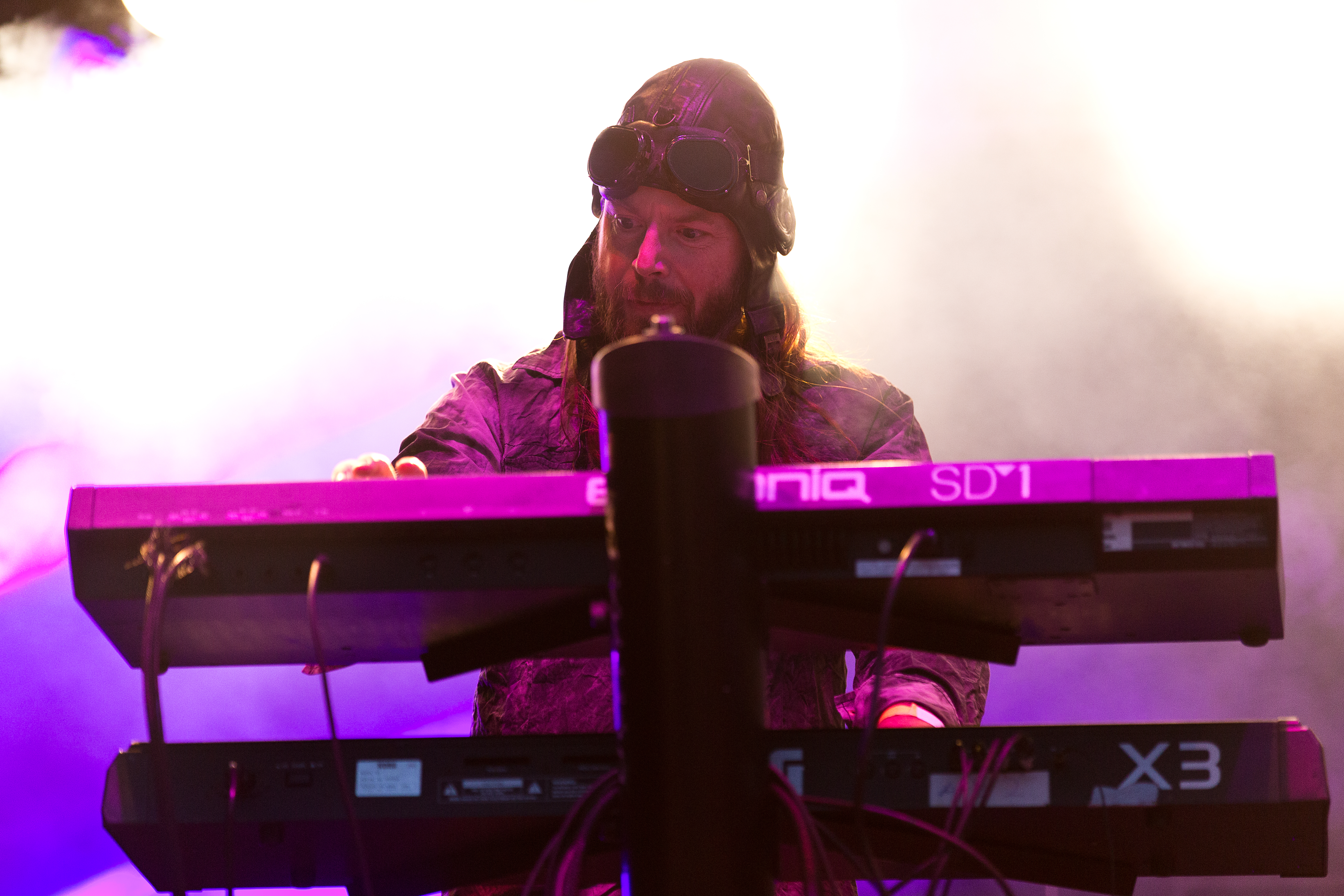
Steinar "Sverd" Johnsen
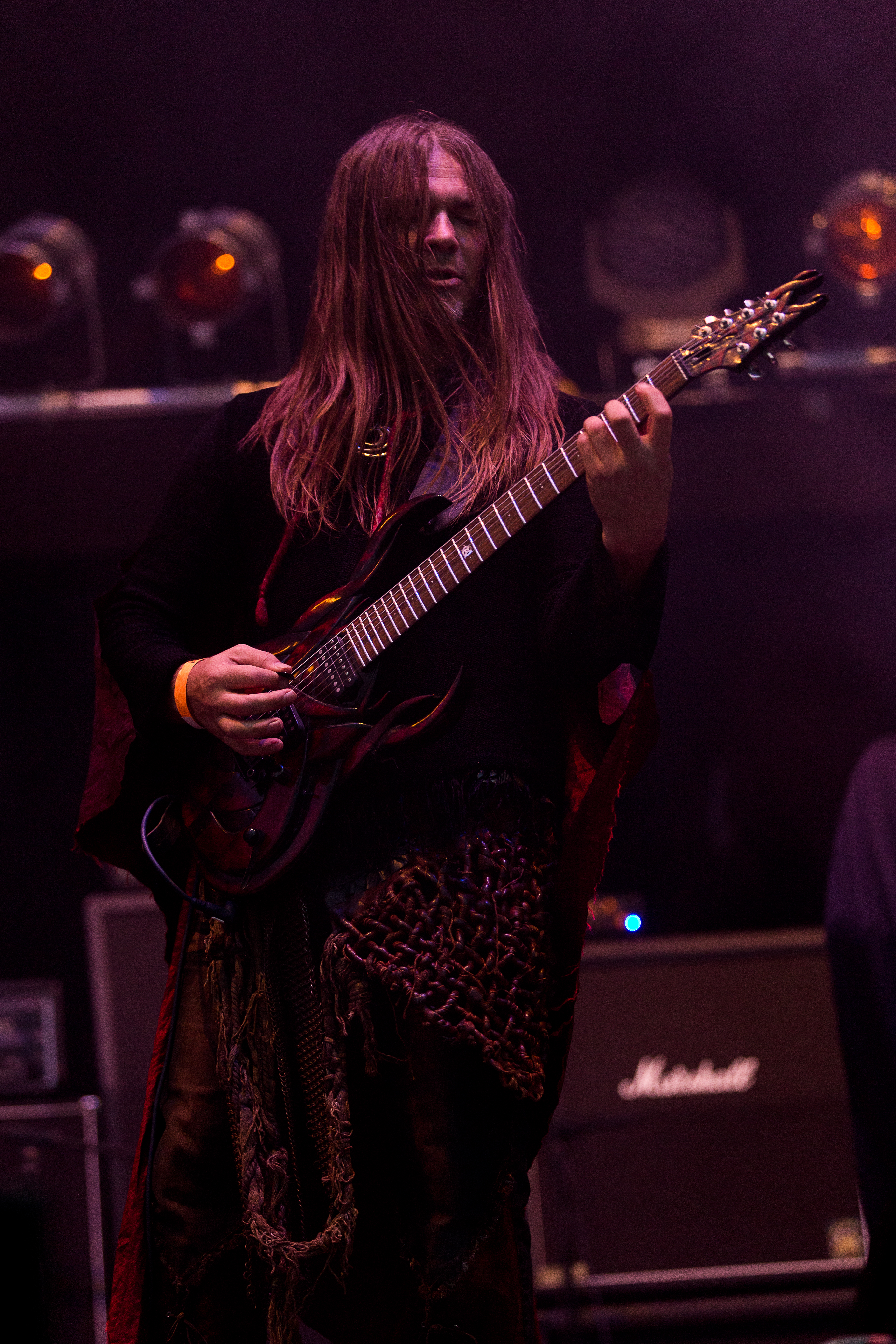
Knut Magne Valle
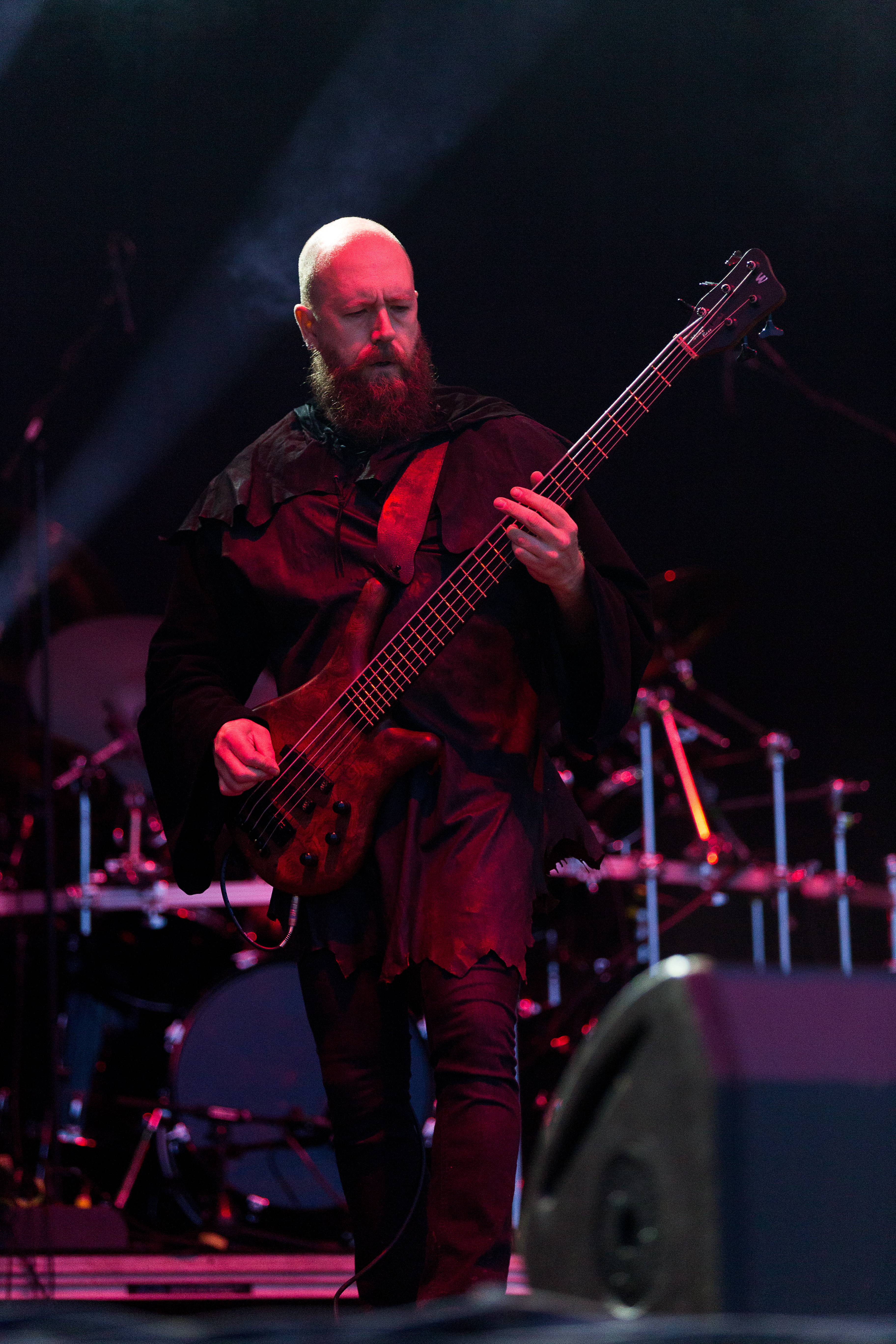
Hugh "Skoll" Mingay
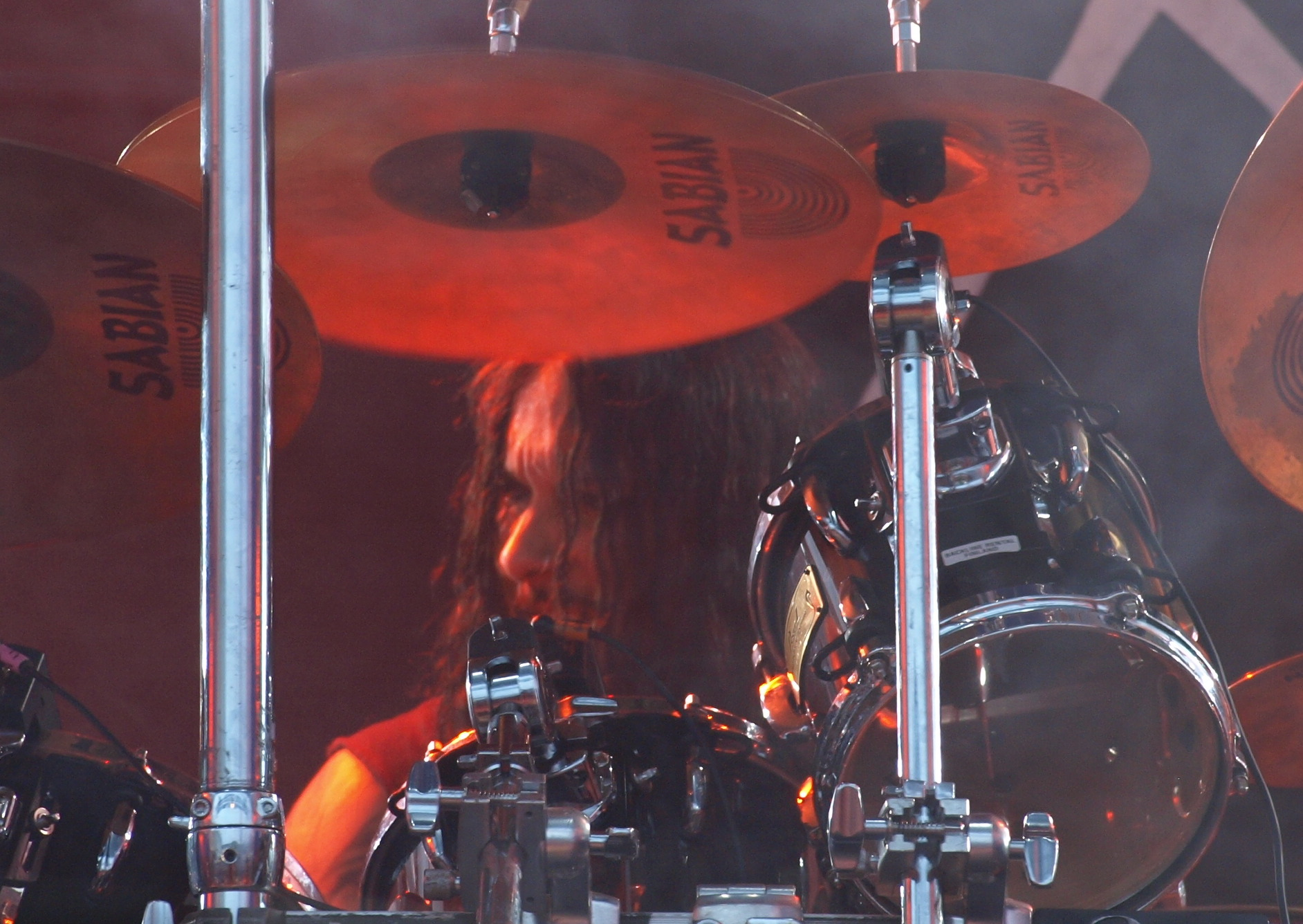
Jan Axel Blomberg

## Discografia
Álbuns de estúdio
- 1996 - Aspera Hiems Symfonia
- 1997 - La Masquerade Infernale
- 2002 - The Sham Mirrors
- 2005 - Sideshow Symphonies
- 2015 - Arcturian

EPs e demos
- 1990 - Promo 90 (demo)
- 1991 - My Angel (EP)
- 1994 - Constellation (EP)
- 1997 - Reconstellation (EP)

Coletâneas
- 1999 - Disguised Masters
- 2002 - Aspera Hiems Symfonia + Constellation + My Angel

DVD
- 2006 - Shipwrecked In Oslo